# Guido Fulst
Guido Fulst (né le 7 juillet 1970 à Wernigerode) est un coureur cycliste allemand. Il est notamment double champion olympique et quadruple champion du monde de poursuite par équipes avec la sélection allemande.

## Palmarès sur piste

### Jeux olympiques
- Barcelone 1992
  -  Champion olympique de poursuite par équipes (avec Stefan Steinweg, Andreas Walzer, Michael Glöckner, Jens Lehmann)
- Sidney 2000
  -  Champion olympique de poursuite par équipes (avec Robert Bartko, Daniel Becke, Jens Lehmann)
- Athènes 2004
  -  Médaillé de bronze de la course aux points

### Championnats du monde
- Lyon 1989
  -  Champion du monde amateur de poursuite par équipes (avec Thomas Liese, Carsten Wolf, Steffen Blochwitz)
- Hamar 1993
  -  Médaillé d'argent de poursuite par équipes
- Palerme 1994
  -  Champion du monde de poursuite par équipes (avec Andreas Bach, Jens Lehmann, Danilo Hondo)
- Manchester 1996
  -  Médaillé de bronze de poursuite par équipes
- Bordeaux 1998
  -  Médaillé d'argent de poursuite par équipes
- Berlin 1999
  -  Champion du monde de poursuite par équipes (avec Jens Lehmann, Daniel Becke, Robert Bartko)
- Manchester 2000
  -  Champion du monde de poursuite par équipes (avec Jens Lehmann, Daniel Becke, Sebastian Siedler)
- Anvers 2001
  -  Médaillé de bronze de poursuite par équipes
- Copenhague 2002
  -  Médaillé d'argent de poursuite par équipes

### Championnats du monde juniors
- 1987
  -  Médaillé de bronze de la poursuite par équipes juniors
- 1988
  -  Médaillé de bronze de la poursuite par équipes juniors

### Championnats d'Allemagne
| - 1992 - Champion d'Allemagne de poursuite par équipes amateurs - 1993 - Champion d'Allemagne de poursuite par équipes - 1994 - Champion d'Allemagne de poursuite individuelle - Champion d'Allemagne de poursuite par équipes - 1995 - Champion d'Allemagne de poursuite par équipes - 2e de la poursuite individuelle - 1996 - Champion d'Allemagne de poursuite par équipes - 1997 - 3e de la poursuite par équipes - 1998 - 2e de la poursuite par équipes - 3e de l'américaine - 1999 - Champion d'Allemagne de l'américaine (avec Thorsten Rund) - 2e de la poursuite par équipes | - 2000 - Champion d'Allemagne de poursuite par équipes - 2e de la course aux points - 3e de la poursuite individuelle - 2001 - 3e de la poursuite par équipes - 2002 - Champion d'Allemagne de poursuite individuelle - 2e de la poursuite par équipes - 2003 - Champion d'Allemagne de l'américaine (avec Andreas Müller) - 2004 - Champion d'Allemagne de course aux points - 2005 - Champion d'Allemagne de poursuite par équipes - Champion d'Allemagne de l'américaine (avec Robert Bartko) - 2e de la poursuite individuelle - 2006 - Champion d'Allemagne de poursuite par équipes |

## Palmarès sur route
- 1989
  - Tour du Loir-et-Cher
- 1996
  - Tour de Berlin :
    - Classement général
    - Prologue (contre-la-montre par équipes) et 3e étape

  - Tour du Faso :
    - Classement général
    - Prologue, 1re, 2eb, 6e (contre-la-montre par équipes), 7e et 8e étapes
- 1997
  - Prologue (contre-la-montre par équipes) et 3e étape du Tour de Berlin
- 2001
  - 5e étape du Tour de Brandebourg